# 575年
| 千纪： | 1千纪 |
| 世纪： | 5世纪 \| 6世纪 \| 7世纪                                                                                  |
| 年代： | 540年代 \| 550年代 \| 560年代 \| 570年代 \| 580年代 \| 590年代 \| 600年代                                |
| 年份： | 570年 \| 571年 \| 572年 \| 573年 \| 574年 \| 575年 \| 576年 \| 577年 \| 578年 \| 579年 \| 580年          |
| 纪年： | 乙未年（羊年）；高昌延昌十五年；北齊武平六年；西梁天保十四年；南朝陳太建七年；北周建德四年；新罗鴻濟四年 |

## 大事记
- 北周武帝宇文邕自長安出兵攻北齊，北齊右丞高阿那肱自晉陽帶兵救援洛陽，北周軍此時因為久攻金鏞城不下，加上北周武帝患病，周軍撤軍西返。

## 出生
- 蕭瑀，字時文，南朝梁明帝蕭巋和皇后張氏之子。